# Arian Llugiqi
Arian Llugiqi (sinh ngày 24 tháng 10 năm 2002) là một cầu thủ bóng đá chuyên nghiệp người Đức hiện đang thi đấu ở vị trí tiền đạo cho câu lạc bộ FC Ingolstadt tại 3. Liga.

## Đời tư
Anh mang hai quốc tịch Đức và Kosovo.